# 합기유술
합기유술(合氣柔術)은 최용술이 한국에 들여온 일본의 대동류합기유술 무예 파생된 한국의 무술이다.

## 같이 보기
- 합기도